# Ralbice-Róžant

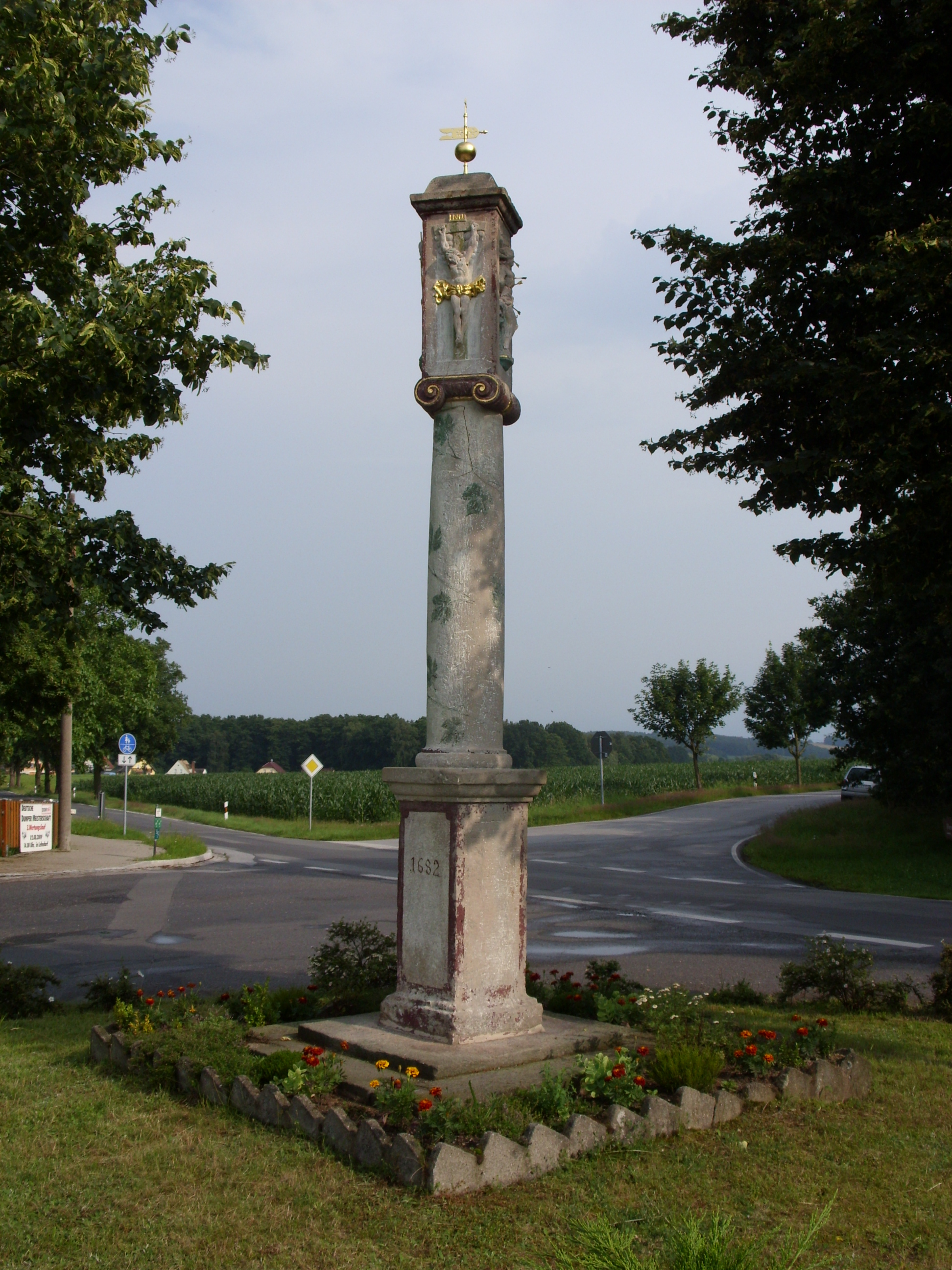
Boží muka z roku 1682

Ralbice-Róžant (německy Ralbitz-Rosenthal, hornolužickosrbsky Ralbicy-Róžant) je obec v zemském okrese Budyšín v německé spolkové zemi Sasko. Má přibližně 1 700 obyvatel. Ralbice-Róžant jsou obec v jádru souvislého lužickosrbského osídlení s převahou hornolužického obyvatelstva.

## Historie
První písemná zmínka o obci pochází z poloviny 13. století – v listině kláštera Marijina hvězda jsou roku 1264 jmenovány jako Radlevitz. Dost později je také v dokumentech jmenován Ralbický oltář (altaris Radelwitz). Také v 16. století je již doložena v Ralbicích školní výchova, i když v analogii na okolní obce, byla organizována již dříve.
V roce 1685 byla postavena solidní dřevěná poschoďová budova školy na které se prvním učitelem stal Měrćin Wawrik, narozený roku 1660 v Čechách. Po něm učil na škole i jeho syn. Následoval rod Brojerů, který v Ralbicích dědil učitelské povolání po několik generací.
Škola byla obcí prodána jako exponát na první Saskou národopisnou výstavu v roce 1896 do Drážďan, kdy tam byla také s velkým úspěchem vystavena. Do současnosti se zachoval jen její model v Budyšinském muzeu.
V roce 1754 pak byla ustavena farnost sv Kateřiny. Její farní kostel byl bohužel zničen při přechodu fronty 24. dubna 1945 a dnes v obci stojí jen jeho zjednodušená kopie.

## Geografie
Skupina sjednocených vsí leží severozápadně od Budyšína a východně od okresního města Kamence, 70 km severovýchodně od Drážďan. Přístupné jsou po dálnici A4 od Drážďan a poté po silnici první třídy B 96 do Königswarty.
Obec leží v rovinaté nížině se zachovanou, pro Lužici příznačnou krajinou. Středem území protéká říčka Klášterní voda a obec je obklopena souvislými lesy i zachovalým "Laským" lužním lesem. Oblast se odedávna souhrnně nazývá Delany. Nejvyšším bodem je Ziegelberg/ 165 m.n./m. průměrná výška rovinatého terénu se pohybuje okolo 140 m.
Podloží tvoří hlavně písek a písčitá půda s rašeliništi, v okolních lužních lesích místy zachovanými.
Obec nemá přímé železniční napojení. Nejbližší železniční stanice je vzdálena cca 2,5 km u Königswarty.

## Správní členění

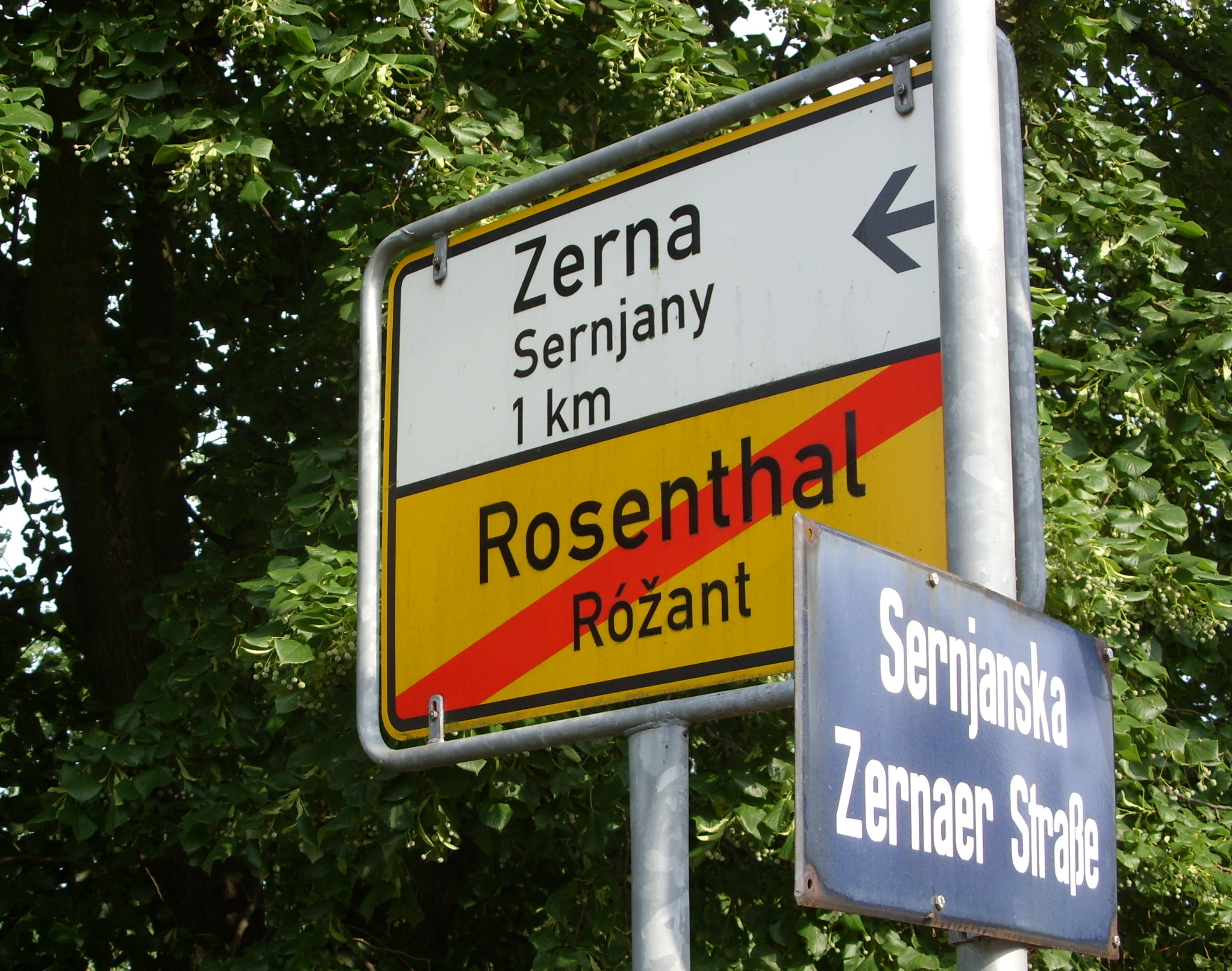
Dvojjazyčné silniční ukazatele a uliční tabule

Obec Ralbice-Róžant se dělí na 10 místních částí.
- Ralbice, německy Ralbitz, 340 obyvatel
- Róžant, německy Rosenthal, 250 obyvatel
- Bušenka, německy Neu-Schmerlitz, 1 obyvatelka
- Hranća, německy Gränze, 52 obyvatel
- Konjecy, německy Cunnewitz 252 obyvatel
- Łazk, německy Laske, 80 obyvatel
- Nowoslicy, německy Naußlitz, 116 obyvatel
- Sernjany, německy Zerna, 186 obyvatel
- Smjerdźaca, německy Schmerlitz, 166 obyvatel
- Šunow, německy Schönau, 282 obyvatel

## Obyvatelstvo
Převážná většina obyvatel v obci jsou Lužičtí Srbové – v některých částech až 90%. Běžnou a převládající řečí každodenního užití je hornolužická varianta lužické srbštiny. Věřící jsou římskokatolického vyznání, velmi zbožní a tradičně založení. V hornolužické srbštině jsou všechny katolické bohoslužby v Ralbicích, a převážná většina ve filiálním poutním kostele Panny Marie v Róžantu. Je to nejzachovalejší souvislé osídlení v celé (Horní i Dolní Lužici) a tomu odpovídá že i část jednání veřejných institucí se zcela přirozeně odvíjí v hornolužické srbštině.
V místních podmínkách je to dokladem že i jazyk s jen poměrně malým množstvím mluvčích může být soběstačný, pro většinu normálních životních situací a jsou v něm možná všechna vyjádření v neochuzené podobě. Lužická srbština je plně spisovný jazyk umožňující vyšší i vysoké vzdělání. Je příbuzný češtině, pro necvičeného mluvčí češtiny ovšem není bez přípravy a přímo srozumitelný. Některé obraty fráze a část slovních zásoby jsou s češtinou shodné, gramatika a zbývající slovní zásoba i pravopis jsou originální a odlišné. Diakritiku má lužická srbština podobnou češtině asi ve stejné míře jako slovenština, ale při jiném uspořádání, závisle na výslovnosti.

## Vzdělávání
V Ralbicích je srbská mateřská skolka Dr. Jurije Mlynka, základní (obecná) srbská škola a střední srbská škola typu A, kde je větší část předmětů, včetně předmětů odborných vyučována v hornolužické srbštině a zbývající část v němčině. Škola je zařazena do programu UNESCO – projektna šula.
Konkrétní situace vytvořila z místního obyvatelstva jednu z jazykově nejvzdělanějších enkláv současné Evropy. Všichni obyvatelé jsou dokonale bilingvní, přičemž velmi důležitá část z nich ovládá ještě 2–3 další jazyky, většinou angličtinu, češtinu, ruštinu, polštinu nebo i francouzštinu. Je zde přítomno solidární povědomí též o dalších menšinových jazycích Evropy jako jsou fríština, rétorománština (Rumatsch), bretonština nebo Velština (Cymraeg, hornolužicky Cymru).
Tradice školní výchovy sahá v areálu až hluboko do 13. století.

## Zajímavosti
V Ralbicích je ojedinělý hřbitov sestávající ze dvou střídavě užívaných částí (částí je dnes již více), z nichž v každé se pohřbívá vždy jen 25 let. Pravidla stanoví, že všechny kříže všech hrobů jsou zcela stejné a hroby jsou stejně upravené, bez kamenných prvků. Bílé kříže jsou vyrovnány přesných řadách zákrytech jak je to známo z vojenských hřbitovů. Smysl těchto pravidel je symbolismus, že mrtví předstupují před Boha jako sobě si rovni. Je to spíše evangelická nebo protestantská idea pozoruhodně zdomácnělá ve výlučně v katolickém kraji.

## Pamětihodnosti

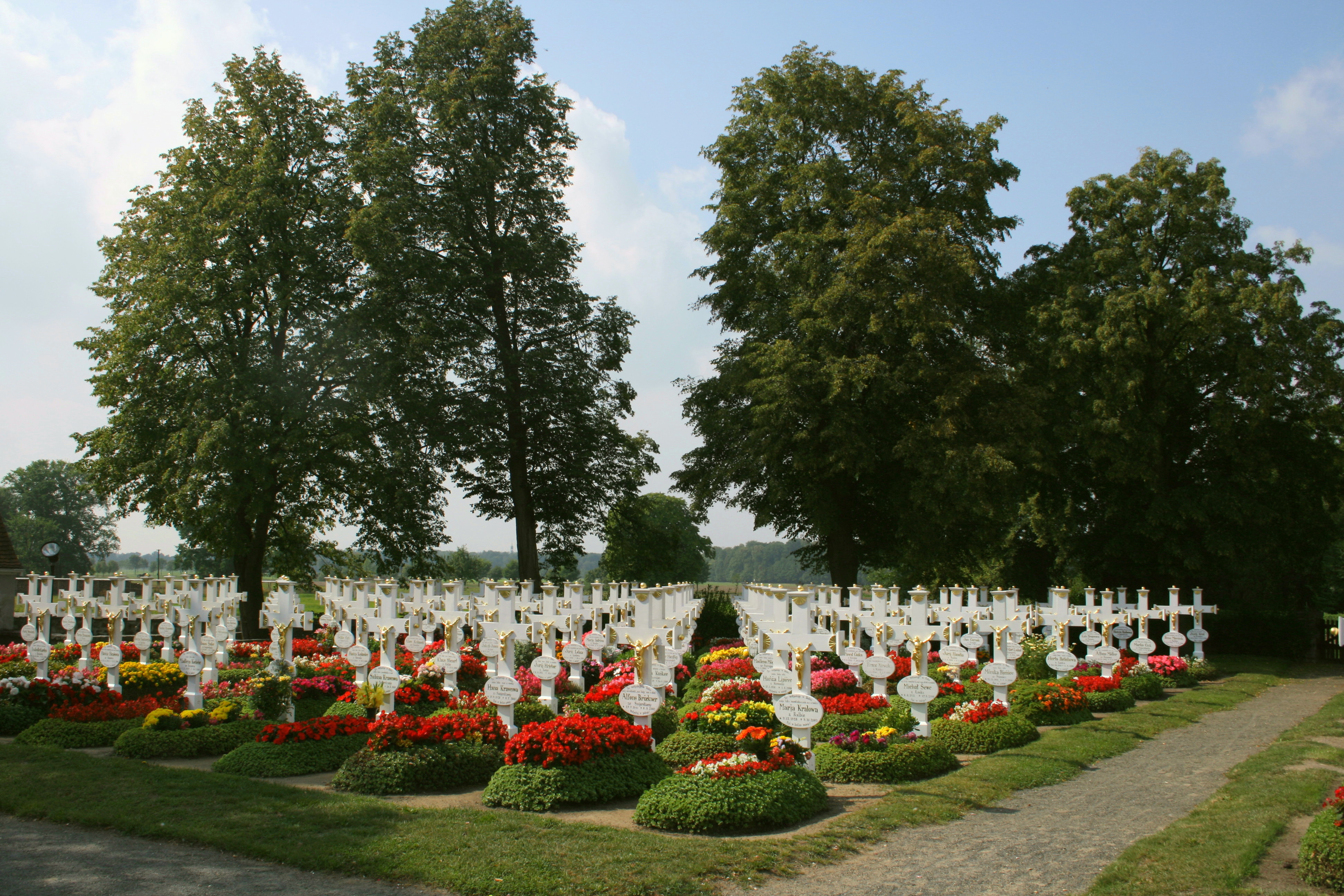
Friedhof in Ralbitz

- Poutní kostel Panny Marie v Róžantu
- Hřbitov v Ralbicích
- Kostel sv. Kateřiny v Ralbicích (obnoven po vypálení)
- Hrázděné lidové stavby v Sernjanech a Łasku
- Boží muka z roku 1682

## Politika
Obecní rada (zastupitelstvo) v Ralbicích-Róžantu je aktuálně složeno ze 12 členů, všichni jsou muži: Obecní volby v roce 2009 přinesly toto rozdělení:
| Strany a volební sdružení                | 2009   | 2009   | 2004   | 2004   |
| Strany a volební sdružení                | %      | Míst   | %      | Míst   |
| ---------------------------------------- | ------ | ------ | ------ | ------ |
| Delanské volební sdružení (DELANY)       | 59,2   | 7      | 57,1   | 7      |
| Křesťansko demokratická unie CDU         | 40,8   | 5      | 41,5   | 5      |
| Sociálně demokratická strana Německa SPD | -      | 0      | 1,4    | 0      |
| Celkem                                   | 100,0  | 12     | 100,0  | 12     |
| Volební účast                            | 64,7 % | 64,7 % | 64,1 % | 64,1 % |

## Osobnosti
- Jurij Łusčanski (1839–1905), biskup a jazykový reformátor; zčásti byl činný též v Ralbicích
- Jakub Skala (1851–1925), římskokatolický děkan; 1876–1881 byl kaplanem v Ralbicích
- Dawid Statnik (*1983), lužickosrbský politik a předseda Domowiny